# HHVM
HHVM odnosno "HipHop Virtual Machine" je virtualni stroj koji izvršava PHP programski kôd. Autor HHVM-a je tvrtka Facebook, koja je izvorni kôd učinila dostupnim na Githubu i licencirala pod dvije licencije:  PHP i Zend licencijom.

## HHVM i Wikimedija
Do 2014. godine stranice Wikipedije i ostalih projekata Wikimedije bile su posluživane putem "PHP interpretera", kako ga se najčešće naziva, od 2014. godine poslužitelji Wikimedije izvode mediawiki softver na HipHop virtualnim strojevima. Razlog je očit, dvostruko do trostruko ubrzanje snimanja stranice Wikipedije.

## Vanjske poveznice
- http://hhvm.com/ - službena stranica
- https://github.com/facebook/hhvm - Github HHVM repozitorij